# А-Побра-до-Караміньяль
А-Побра-до-Караміньяль (гал. A Pobra do Caramiñal, ісп. Puebla del Caramiñal) — муніципалітет в Іспанії, у складі автономної спільноти Галісія, у провінції Ла-Корунья. Населення — 9878 осіб (2009).
Муніципалітет розташований на відстані близько 499 км на північний захід від Мадрида, 96 км на південний захід від Ла-Коруньї.

## Демографія
Динаміка населення (INE ):

## Галерея зображень

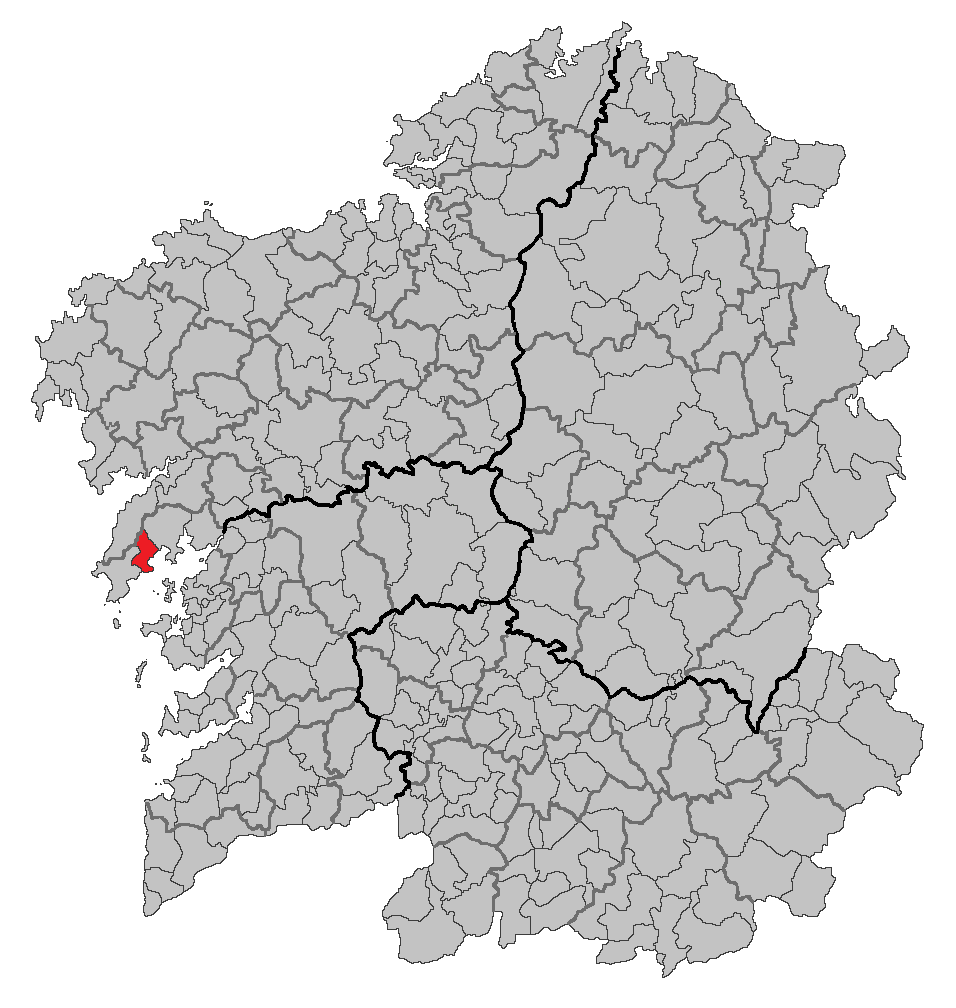
Розташування муніципалітету